# 西皮奧里亞 (伊利諾伊州)
西皮奧里亞（英語：West Peoria）是一個位於美國伊利諾伊州皮奧里亞縣的城市。

## 地理
西皮奧里亞的座標為40°41′50″N 89°37′52″W / 40.69722°N 89.63111°W，而該地的平均海拔高度為153米（即502英尺）。

## 人口
根據2010年美國人口普查的數據，西皮奧里亞的面積為5.00平方千米，當中陸地面積為5.00平方千米，而水域面積為0.00平方千米。當地共有人口4458人，而人口密度為每平方千米891.6人。